# Charles FitzRoy, 6. Baron Southampton
Charles James FitzRoy, 6. Baron Southampton (* 12. August 1928; † 10. Januar 2015) war ein britischer Peer und Politiker.

## Leben
Er wurde als Sohn von Charles FitzRoy, 5. Baron Southampton (1904–1989) und dessen erster Ehefrau Margaret Drake († 1931) geboren. Sein Vater verzichtete am 16. März 1964 aufgrund der im Peerage Act 1963 eingeführten Möglichkeit auf seinen Titel. Der Titel des Baron Southampton ruhte somit zunächst. Mit dem Tod seines Vaters erbte Charles James FitzRoy 1989 den Titel als 6. Baron Southampton in der Peerage of Great Britain. Der erste Baron Southampton war ein Enkel in männlicher Linie des Duke of Grafton; die Abstammung FitzRoys reicht somit bis auf Charles II. zurück.
FitzRoy besuchte die Stowe School in der Grafschaft Buckinghamshire. 1968 war er Master der britischen Jagdgesellschaft der Easton Harriers. 1971–1972 war er Master der Blankney Hunt-Jagdgesellschaft (MFH Blankney).

## Mitgliedschaft im House of Lords
Mit dem Erbe des Titels des Baron Southampton wurde Fitzroy 1989 offizielles Mitglied des House of Lords. Er war bis 11. November 1999 formelles Mitglied des House of Lords. Im House of Lords saß er für die Conservative Party. In der Sitzungsperiode 1997/98 war er nicht anwesend.
Seine Mitgliedschaft im House of Lords endete am 11. November 1999 durch den House of Lords Act 1999. Für einen der verbleibenden Sitze trat er nicht zur Wahl an. Im Register of Hereditary Peers, die für eine Nachwahl zur Verfügung stehen, war er nicht verzeichnet.

## Privates
FitzRoy war zweimal verheiratet. Am 29. Mai 1951 heiratete er in erster Ehe die damals knapp 17-jährige Pamela Anne Henniker († Februar 1997), die Tochter von Edward Percy Henniker. Seine erste Ehefrau starb 1997 an einem Ovarialkarzinom. Im Oktober 1997 heiratete er in zweiter Ehe Mrs. Alma Pasqual Slater, geb. Perez (* 1961). 
Alma Pasqual, die Tochter eines Ladenbesitzers aus einem kleinen Dorf bei Tarlac in der Nähe von Manila, hatte nach einer 18-monatigen Briefkorrespondenz den britischen Elektriker Bryan Slater geheiratet. Nach dem Scheitern der Ehe arbeitete sie als Putzfrau. 1992 wurde sie von der damaligen Lady Southampton als Haushaltshilfe und Reinigungskraft für das Anwesen Stone Cross House engagiert. Pasqual hatte daraufhin ohne Unterbrechung fünf Jahre für die Southamptons gearbeitet. Nach dem Tod Lady Southamptons half Pasqual dem in Alltagsdingen unbeholfenen Fitzroy auch bei Einkäufen und Besorgungen, woraus sich eine nähere Bekanntschaft entwickelte. Seinen Heiratsantrag machte Fitzroy bei einem gemeinsamen Abendessen in einem China-Restaurant in Taunton. Einen Monat nach der Eheschließung war Pasqual bereits von FitzRoy schwanger.
Aus seiner ersten Ehe gingen vier Kinder hervor, die beiden Söhne Charles und Edward und die Töchter Isabelle und Geraldine. Sein älterer Sohn, Hon. Charles FitzRoy (* 1954), starb 1975 bei einem Verkehrsunfall. Erbe des Titels des „Baron Southampton“ ist FitzRoys jüngerer Sohn Edward Charles FitzRoy, 7. Baron Southampton (* 1955). 
Aus seiner zweiten Ehe gingen zwei weitere Kinder hervor: Charles James Fitzroy (* 1998) und Isabelle Elidia Margaret Fitzroy (* 1999).
2003 lebte er auf dem Anwesen Stone Cross House, einem Landhaus, in Chagford in der Grafschaft Devon. FitzRoy starb im Januar 2015 im Alter von 86 Jahren. Die Trauerfeier fand am 26. Januar 2015 in der Holy Trinity Church in Drewsteignton statt.